# 阿历克塞四世 (特拉比松帝国)
阿歷克塞四世·梅加斯·科穆寧（希臘語：Αλέξιος Δ΄ Μέγας Κομνηνός，羅馬化：Alexios IV Megas Komnēnos，約1382年—1429年10月），是特拉比松帝國的君主（1417年3月5日－1429年10月在位）。他是前任國王曼努埃爾三世和古爾歷漢·尤多琪亞所生的長子。